# Oud-Egyptische instructies
De papyri met oud-Egyptische instructies bevatten een beschrijving van gebeurtenissen of de mening of uitspraken van een groot iemand. Er zijn een paar papyri gevonden die als volgt bekendstaan:
- Abbott-papyrus
- Instructies van Amenemopet
- Instructies van Ptahhotep
- Merykara
- Papyrus Anastasi I